# Montels, Ariège

Montels este o comună în departamentul Ariège din sudul Franței. În 1 ianuarie 2022 avea o populație de 157 de locuitori.